# National Army (USA)
|  | Sammenskrivningsforslag Artiklen National Army (USA) er foreslået føjet ind i US Army. (Siden oktober 2024) Diskutér forslaget |

National Army, (Nationale hær) var en kombineret amerikansk hær, bestående af professionelle, værnepligtige og frivillige, som blev oprettet af USA's krigsministerium (United States War Department) i 1917 med det formål at samle mandskab til styrker, som skulle deltage i den første verdenskrig.
Den nationale hær blev oprettet med en grundstamme fra den regulære amerikanske hær, enheder fra nationalgarden og værnepligtige (tvangsudskrevne) unge, egnede mænd med amerikansk statsborgerskab.

## Strukturen af den nationale hær
Der skulle i bred forstand skabes en trepunktsdeling af mandskab i henhold til følgende plan:

### Den regulære hær
Den regulære hær skulle øjeblikkeligt forøges til krigstidsstyrke på 286.000 soldater i henhold den amerikanske forsvarslov af 1916.

### Nationalgarden
Nationalgarden skulle udvides til autoriseret styrke på ca. 450.000 personer.

### Værnepligtige
En national hær (den nationale forsvarslov kaldte det en frivillig hær) skulle i to omgange forøges til 500.000 mænd efter beslutning fra den amerikanske præsident (Woodrow Wilson).
USA har ikke haft værnepligt siden 1973.

## Maksimal størrelse og afslutning
På et tidspunkt bestod den nationale hær af to millioner mænd. Forfremmelser gik hurtigt, mange officerer steg både to og tre grader i en to-årig periode.
Eksempelvis blev Dwight D. Eisenhower overført til den nationale hær som kaptajn og blev forfremmet til oberstløjtnant i en etårig periode, men ved nedlæggelsen af den nationale hær, blev hans rang tilbageført til major medens Douglas MacArthur avancerede fra major til brigadegeneral på to år, men blev tilbageført til oberst ved nedlæggelsen af den nationale hær.
Den nationale hær blev nedlagt i 1920, de professionelle soldater blev tilbageført til den amerikanske hær og alle titler blev tilbageført til den regulære hærs status, medens værnepligtige blev hjemsendt.

## Ekstern henvisning og kilde
- American Military History Arkiveret 20. januar 2020 hos  Wayback Machine